# Balduin Dorottya Zsófia
Balduin Dorottya Zsófia (1639 körül – Sopron, 1685) levélíró, fordító.
Balduin Frigyes regensburgi prédikátor leánya s Böhm Kristóf lőcsei lelkésznek, ennek halála után pedig Serpilius János soproni polgármesternek hitvese. Elhunyt 1685-ben, 46 éves korában.
Beszélt latinul, görögül és héberül; jártas volt a teológiai s bölcseleti tudományokban; tudós rabbikkal héber nyelven levelezett, több zsoltárt és istenes éneket fordított héber nyelvre.